# Formes (Künstlerfamilie)
Die Künstlerfamilie Formes bestand aus folgenden Mitgliedern:
- Hubert Formes (unbekannt–nach 1866), deutscher Opernsänger
- Karl Formes (1810–1889), deutscher Opernsänger (Bass)
  - Ernst Formes (1841–1898), deutscher Theaterschauspieler
    - Margarethe Formes (1869–nach 1902), deutsche Theaterschauspielerin
- Theodor Formes (1826–1874), deutscher Opernsänger (Tenor) ⚭ Auguste Formes (1831–1888), deutsche Theaterschauspielerin
- Wilhelm Formes (1831–1884), deutscher Opernsänger (Bariton)

Siehe auch
- Liste bekannter Schauspielerfamilien